# Alain Cousineau
Alain Cousineau (1953) è un ex sciatore alpino canadese.

## Biografia
Cousineau, originario delle Laurentides, fece parte della nazionale canadese dal 1972 al 1975; nella stagione 1973-1974 si aggiudicò il titolo nazionale di slalom gigante e in quella stessa annata partecipò ai Mondiali di Sankt Moritz 1974, senza ottenere piazzamenti di rilievo. Non prese parte a rassegne olimpiche  e non ottenne piazzamenti in Coppa del Mondo; dopo il ritiro prese parte al circuito professionistico nordamericano (Pro Tour).

## Palmarès

### Campionati canadesi
- 1 oro (slalom gigante nel 1974)[2]